# 荻窪会談
荻窪会談（おぎくぼかいだん）は、1940年7月19日に公爵近衛文麿が東京府東京市杉並区の私邸（荻外荘）に於いて開いた会談。日中戦争が長期化・大規模化する中、ドイツ軍の電撃戦の成功によって、ドイツはベルギー、フランスを席巻し、さらにフランスを降伏させたことで日本の支配層の南進の野望が大きくなった時代背景がある。

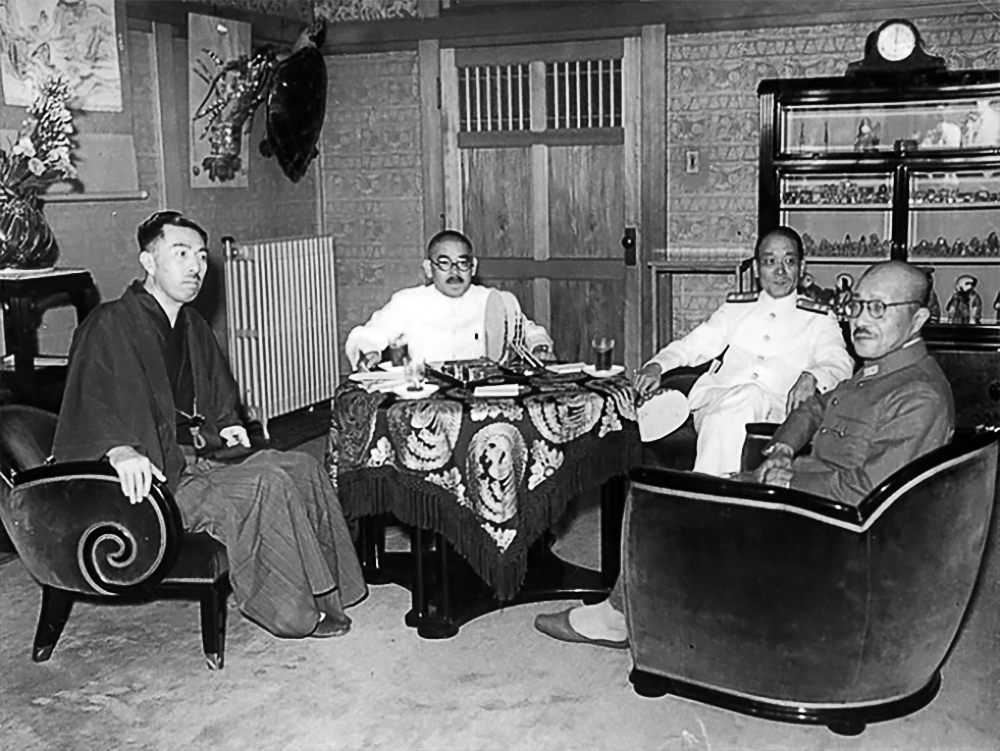
1940年7月19日、荻外荘で行われた荻窪会談。左から近衛文麿次期総理、松岡洋右次期外相、吉田善吾海相、東條英機次期陸相

## 概要
- 近衛以外の出席者は陸海軍が推した東條英機、吉田善吾の陸海相候補と、近衛自らが選んだ外相候補の松岡洋右。
- 戦争路線の方針決定。
- 日独伊枢軸の強化。[3]
- 日ソ不可侵協定の締結。
- 英・仏・蘭・葡の植民地を東亜新秩序に包含せしむるための積極的処理の実施。

## その後
- 新内閣による日独伊三国軍事同盟の締結。
- 全政党解散、大政翼賛会の発会。